# Olimpiade
Un'olimpiade, in epoca moderna come nell'antichità, è il periodo di tempo di quattro anni che intercorre fra due successive celebrazioni delle feste e delle gare olimpie. Ogni Olimpiade termina con la celebrazione dei Giochi.

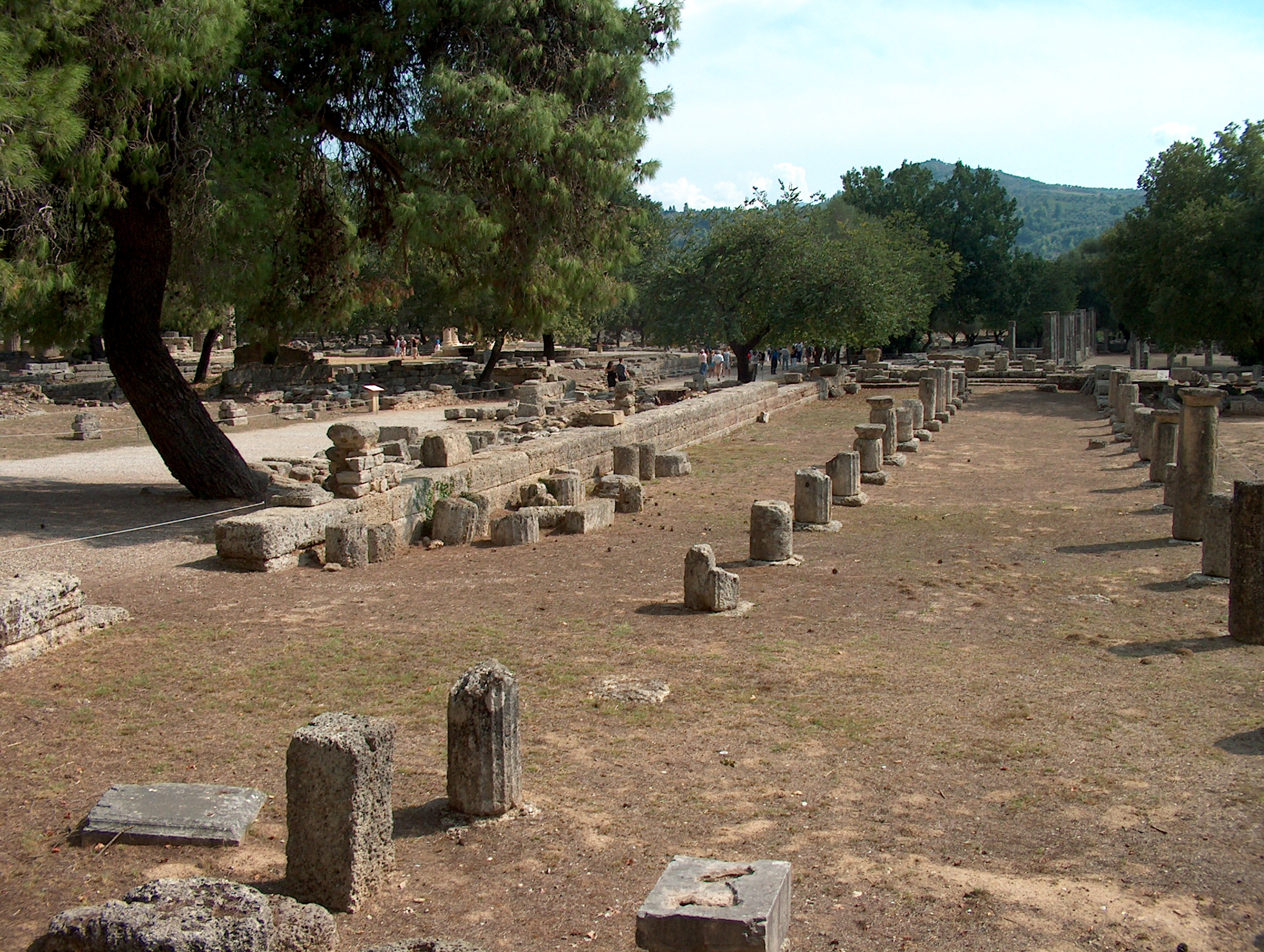
L'antica Olimpia

Nel periodo ellenistico vi fu l'uso (introdotto da Timeo di Tauromenio e poi da Eratostene) di datare tutti gli avvenimenti in base all'Olimpiade di appartenenza. Le Olimpiadi fornivano infatti un riferimento cronologico privilegiato, sia per il carattere panellenico dei Giochi olimpici, sia per l'abbondanza di riferimenti a tali giochi nella letteratura. Inoltre non si conoscevano avvenimenti databili con certezza prima del 776 a.C., data dei primi giochi olimpici dei quali si era conservata memoria scritta.
Ad esempio, Dionigi di Alicarnasso fissa la fondazione di Roma nell'anno della settima Olimpiade, in cui Diocle di Messene vinse la gara di corsa, quindi nel 752 a.C., prendendo a riferimento il 776 a.C., anno in cui è tradizionalmente fissata la prima Olimpiade.
Il termine Olimpiade viene tuttora comunemente usato anche per indicare i Giochi stessi (o anche altri tipi di competizione), anche se impropriamente; va tuttavia sottolineato che l'uso dell'Olimpiade come riferimento temporale potrebbe riscontrare una notevole problematicità, nell'era moderna, a causa dell'introduzione dei Giochi olimpici invernali e dell'alternanza di questi con i Giochi olimpici estivi, dal 1992 disputati a intervalli alterni di due anni.